# 盧鑄 (順治進士)
盧鑄，字禹鼎，号九州，河南陽武人，清朝政治人物、进士出身。

## 生平
順治三年，登進士，試江南道监察御史。